# 제인 러셀
제인 러셀(Jane Russell, 1921년 6월 21일 ~ 2011년 2월 28일)은 미국의 배우, 모델, 가수이다. 1940년대와 1950년대 할리우드의 대표적인 섹스 심벌 중 한 명이었다.

## 생애

### 유년기
러셀은 1921년 6월 21일 미네소타주 베미지에서 태어났다. 러셀은 미시간 주 칼라마주에서 1918년 3월 22일에 결혼한 제럴딘과 로이 윌리엄 러셀의 다섯 자녀들 중 장녀이자 외동딸이었다. 러셀의 형제들은 토마스, 케네스, 제이미, 월리스였다.
러셀의 아버지는 미 육군 소위였으며, 어머니는 로드 극단에서 배우로 활동했다. 러셀의 어머니는 제럴딘 J의 초상화 메리 브래디시 티콤의 초상화의 주제이기도 했는데 이것을 우드로 윌슨이 구매하자 대중의 주목을 받았다. 러셀의 부모는 러셀이 태어나기 직전까지 앨버타주 에드먼턴에 살았고, 러셀이 태어난 지 9일 만에 그 도시로 돌아와 생애 첫 1~2년을 그곳에서 살았다. 그 후 러셀의 가족은 러셀의 아버지가 사무장으로 일했던 남부 캘리포니아로 이사했다.

## 출연 작품
- 무법자 (1941)
- 마카오 (1952)
- 로드 투 발리 (1952; 카메오)
- 신사는 금발을 좋아해 (1953)
- 거인 (1955)
- 더 리볼트 오브 메이미 스토버 (1956)
- LA 컨피덴셜 (1997)
- 마릴린의 남자 (2004) - 본인 (자료 화면)
- 춤추는 할리우드 - 뮤지컬의 역사 (2008) - 본인